# Gold Circle Films
La société Gold Circle Films, est un studio de production de film indépendant californien, fondée en 2000. 
Depuis mars 2001, son président est le Britannique Paul Brooks (en).

## Films produits
- 2000 : Stand and Be Counted (TV) : Compagnie de production
- 2001 : Strange Hearts : Compagnie de production
- 2001 : Bad Luck! (Double Whammy) : Compagnie de production
- 2001 : Séduction fatale : Compagnie de production
- 2001 : L'Homme d'Elysian Fields : Compagnie de production
- 2002 : 13 Moons : Compagnie de production
- 2002 : Bad Boy : Compagnie de production
- 2002 : Mariage à la grecque : Compagnie de production (presents)
- 2002 : Wishcraft : Compagnie de production
- 2002 : Poolhall Junkies : Compagnie de production
- 2002 : Sonny : Compagnie de production
- 2003 : DysFunktional Family : Compagnie de production
- 2003 : Rolling Kansas : Compagnie de production
- 2004 : Jiminy Glick in Lalawood : Compagnie de production (presents)
- 2005 : L'Escorte (Un homme à tout prix) : Compagnie de production (presents)
- 2005 : La Voix des morts : Compagnie de production
- 2005 : The long weekend : Compagnie de production
- 2006 : Horribilis : Compagnie de production (presents)
- 2006 : Griffin & Phoenix : Compagnie de production (presents)
- 2007 : La Voix des morts : la lumière : Compagnie de production (en association)
- 2007 : À la recherche de l'homme parfait (Because I Said So) : Compagnie de production (presents)
- 2007 : Whisper : Compagnie de production
- 2008 : Le Fantôme de mon ex-fiancée (Over Her Dead Body) de Jeff Lowell : Compagnie de production
- 2008 : My Sassy Girl de Yann Samuell : Compagnie de production
- 2009 : Blood Creek : Compagnie de production
- 2009 : New in Town : Compagnie de production
- 2009 : Le Dernier Rite (The Haunting in Connecticut) : Compagnie de production (presents)
- 2009 : Phénomènes paranormaux : Compagnie de production (presents)
- 2009 : The New Daughter : Compagnie de production
- 2010 : Bébé mode d'emploi : Compagnie de production
- 2011 : ATM : Compagnie de production
- 2013 : The Haunting in Georgia de Tom Elkins
- 2023 : Champions de Bobby Farrelly

## Films distribués
- 2010 : In the Land of the Free... : Distributeur (2009) (USA) (tous médias)[1]
- 2010 : Shotcaller : Distributeur (2008) (USA) (tous médias)
- 2009 : Blood Creek : Distributeur (2009) (USA) (les  salles)[2]
- 2008 : Le Fantôme de mon ex-fiancée : Distributeur en (2008) (international) (tous médias)[3]
- 2005 : The long weekend : Distributeur (2005) (USA) (les salles)
- 2002 : En eaux troubles (The Badge) : Distributeur
- 2002 : Sonny : Distributeur
- 2002 : Poolhall Junkies : Distributeur (2002) (international) (tous médias)
- 2001 : Séduction fatale (Tempted) : Distributeur
- 2001 : Strange Hearts : Distributeur

## Opérations diverses
- 2005 : La Voix des morts : cofinancement